# 细巧色雷西蛤
细巧色雷西蛤（学名：Thracia concinna），是笋螂目色雷西蛤科Thracia的一种。主要分布于中国大陆，常栖息在水深23-43米细砂底。